# ألان لوفليس
ألان ماثيسون لوفليس (بالإنجليزية: Alan Mathieson Lovelace) (ولد في 4 سبتمبر 1929) كان نائبًا لمدير وكالة ناسا من 2 يوليو 1976 إلى 10 يوليو 1981.
ولد لفليس في سانت بيترسبرغ وتخرج بدرجة البكالوريوس في الكيمياء من جامعة فلوريدا في غينزفيل عام 1951 ثم حصل على درجة الماجستير في الكيمياء العضوية عام 1952.